# William Marlow
Pour les articles homonymes, voir Marlow (homonymie).

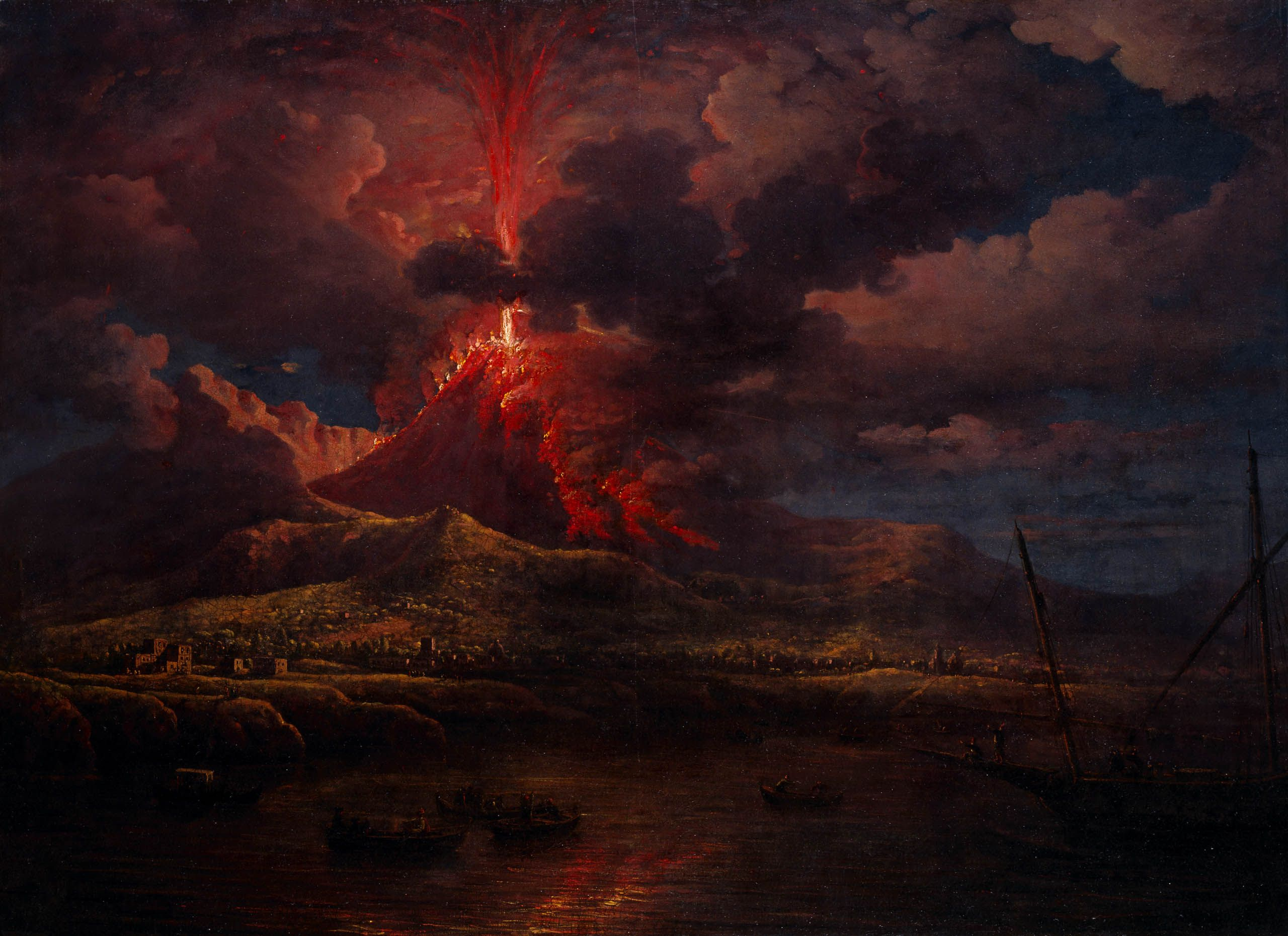
Éruption du Vésuve la nuit (1768)

William Marlow est un peintre britannique de vedute (1740-1813), qui fut élève de Samuel Scott.

## Biographie
Après un voyage en Italie dans les années 1760 où il subit l'influence de Giovanni Paolo Pannini, Piranèse, Canaletto et Francesco Guardi, il transposa la peinture italienne de vedute en Angleterre. Dans une de ses curieuses toiles, La cathédrale Saint-Paul et un canal vénitien, le dôme de la célèbre cathédrale se détache derrière un décor de palais vénitiens. Cette toile, actuellement à la Tate Gallery fut la première acquise par la National Gallery of British Art. Ensuite, il exposa souvent à la Royal Academy de Londres des vues moins fantaisistes de maisons ou de châteaux anglais.

## Œuvres dans les collections publiques

### France
- Musées Gadagne, Lyon : Château de Pierre-Scize, XVIIIe siècle, huile sur toile, 56,5 x 76,8 cm.
- Musée Pierre-de-Luxembourg, Villeneuve lez Avignon : L'abbaye et le Fort Saint-André, ca 1765, huile sur toile, 58 x 88 cm

### Royaume-Uni
- National Gallery of Scotland, Édimbourg : A View of the Château de Pierre Scize on the river Saône at Lyon, XVIIIe siècle, huile sur toile, 81,30 x 114,70 cm.